# Пасхальная кавалькада

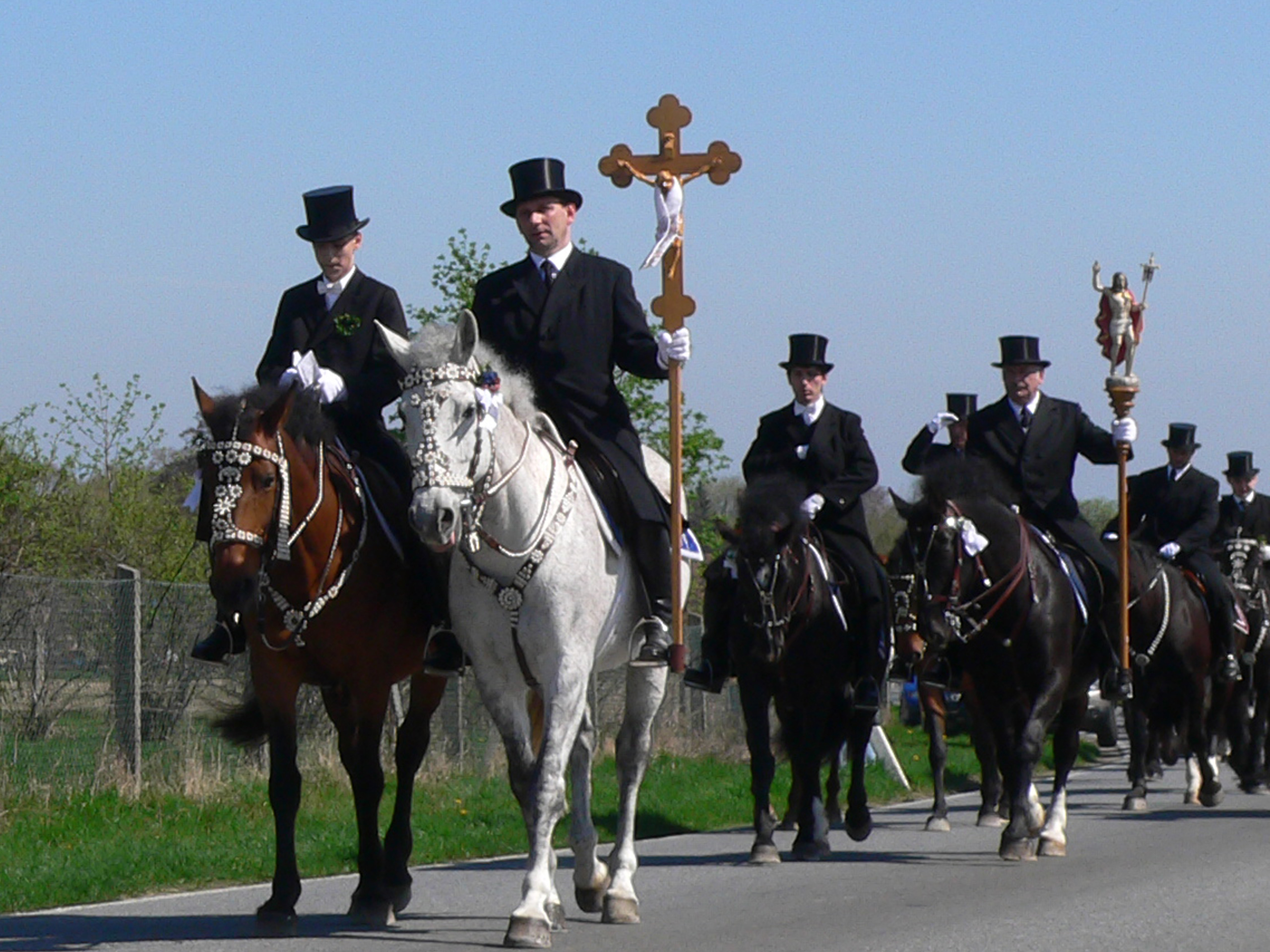
Пасхальная кавалькада. 2009. Старинный обычай лужицких сербов.

Пасхальная кавалькада (Езда с крестом, Крижерьё, Остеррайтен; в.-луж. Křižerjo, Jutrowne jěchanje, нем. Osterreiten) — традиционный пасхальный обряд лужицких сербов, проживающих в Саксонии и Бранденбурге, в форме конной процессии.
Обряд проводится в католической Верхней Лужице, в районе между городами Баутцен, Хойерсверда и Каменц. С конца 1990-х годов традиция возродилась и в лютеранской Нижней Лужице в районе города Люббенау. Также проводится в Острице и в монастыре Мариенталь. В ходе данной религиозной процессии мужчины с хоругвями и другими религиозными атрибутами (распятия, статуи), верхом на лошадях отправляются в соседнюю деревню или несколько деревень с вестью о воскресении Христа.

## История
Впервые о пасхальном конном шествии было упомянуто в 1541 году. Оно проходило между городком Виттихенау и деревней Ральбиц. Своими корнями обряд уходит в дохристианское время к древней традиции местного крестьянского населения ранней весной объезжать на лошадях вокруг своих наделов земли, совершая тем самым ритуал изгнания с полей злых духов зимы. Как и многие другие обряды, этот обряд с течением времени приобрёл новое значение, но и в начале XXI века можно наблюдать картину, к примеру, в районе Остро, когда рано утром, ещё до начала традиционного конного шествия, местные мужчины в одиночку на лошадях объезжают вокруг своих полей. Одновременно в пути может находиться несколько процессий. Количество участников пасхальных процессий с течением времени значительно колебалось, так в 1974 году в шествиях принимало участие 487 всадников, а к 2007 году их количество было уже около 1700.

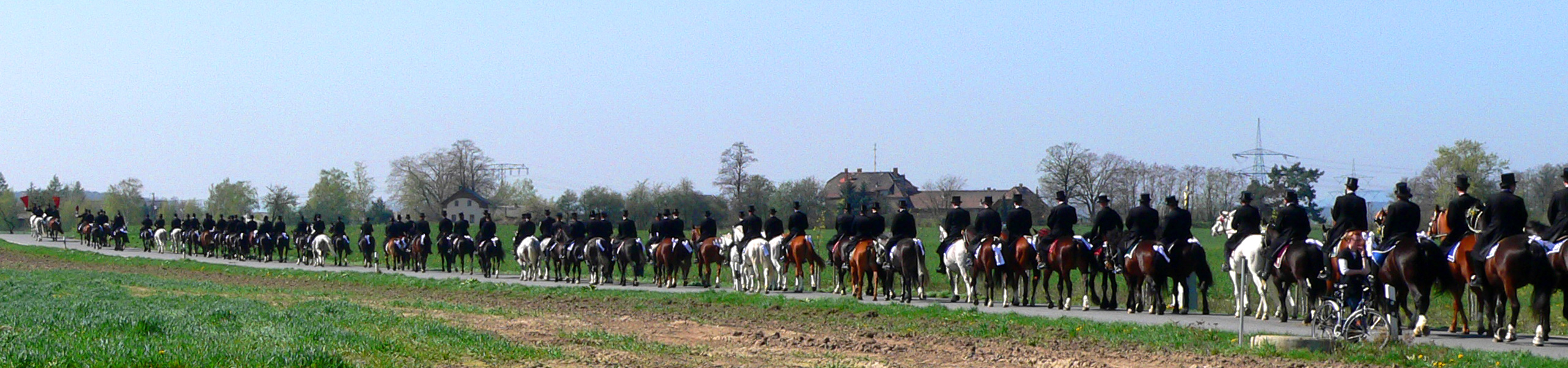

## Порядок проведения

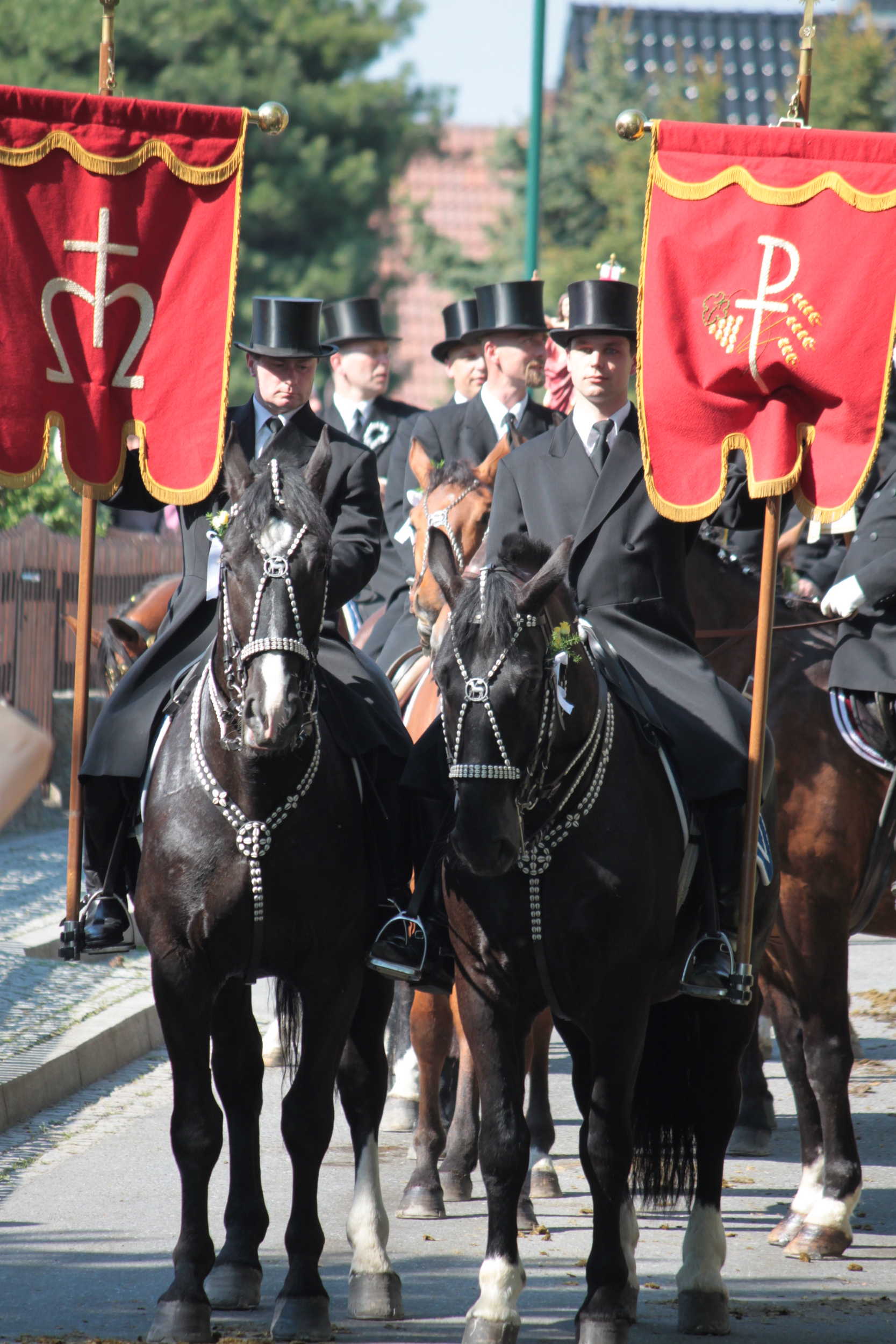

В пасхальное воскресенье перед началом шестия в церкви населённого пункта, в котором собираются конники, проводится служба, на которой они получают благословение, после чего и отправляются в путь. Мужчины одеты в чёрные фраки, на головах цилиндры. Впереди процессии находятся всадники с хоругвями, статуями Христа и крестами. Как правило организуется также встречное шествие, поэтому одновременно можно наблюдать сразу несколько процессий. Маршруты процессий, каждая из которой может составлять до сотни всадников, не должны пересекаться, поскольку, по поверию, это может принести несчастье.
По дороге всадники поют традиционные пасхальные песни на лужицком, иногда на немецком или латинском языках. В каждом населённом пункте, находящемся на пути, процессия обязательно подъезжает к церкви, а при отсутствии проезжает через центральную площадь селения. По прибытии в пункт назначения всадники получают пасхальные угощения. Перед отбытием процессии домой в церкви или же на кладбище проводится служба, в заключение которой священник благословляет всадников на обратный путь.
С 1983 года по окончании пасхальных празднеств во вторник в церкви святой Екатерины в Ральбицах проводится совместное торжественное богослужение всех участников конной процессии.

## Процессии
В настоящее время (2009 г.) пасхальные конные процессии проходят по следующим относительно постоянным маршрутам:
- Баутцен — Радибор (без встречной процессии)
- Кроствиц — Паншвиц-Кукау
- Небельшюц — Вотров
- Остриц — монастырь Мариенталь
- Радибор — Бачонь
- Ральбиц — Виттихенау
- Церквиц — Кляйн Радден (без встречной процессии)

Процессия из Виттихенау единственная, в которой до половины участников не только лужичане.